# Friedenskirche, Potsdam

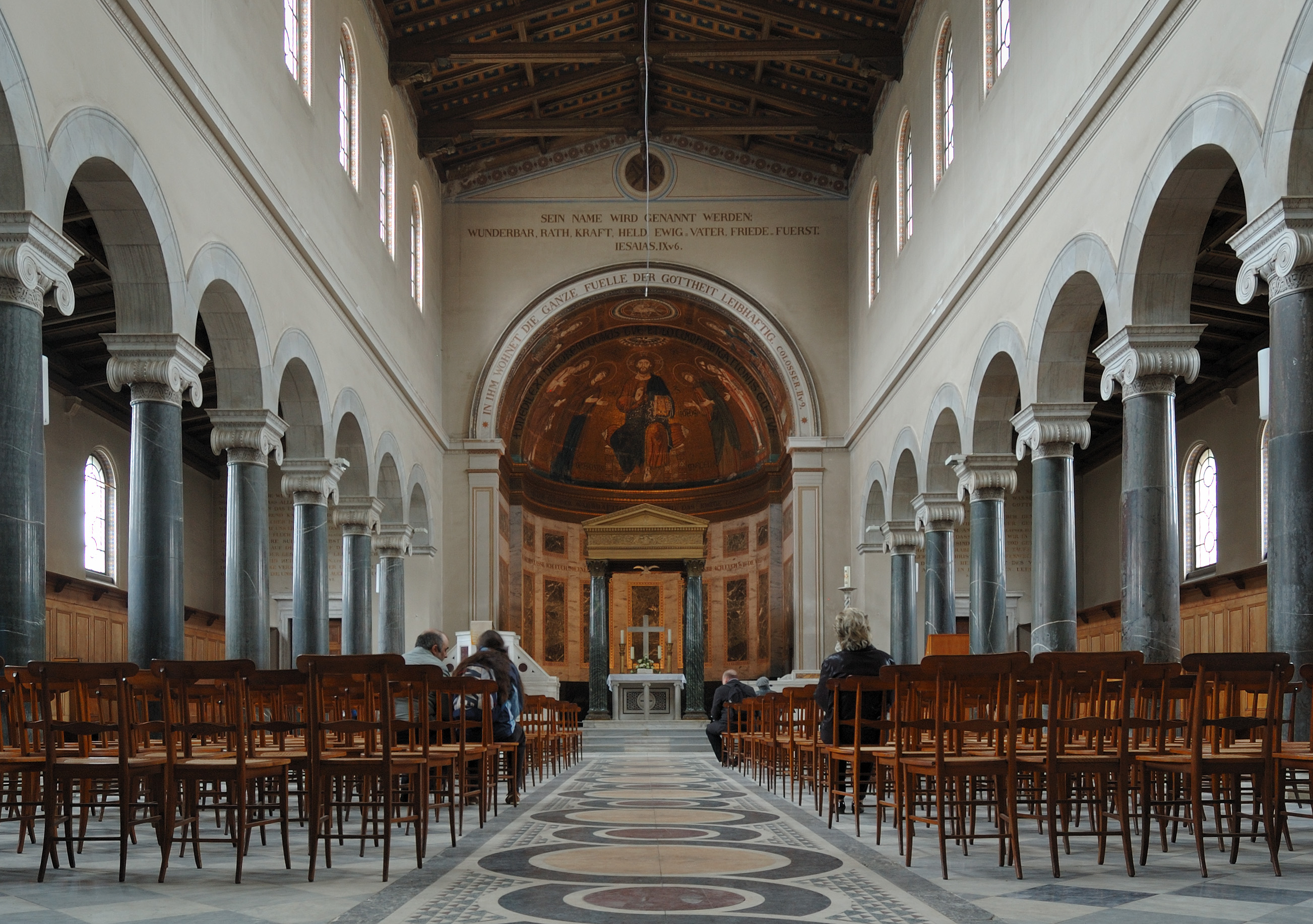
Interiör

Friedenskirche är en kyrkobyggnad i staden Potsdam i Brandenburg, Tyskland, tillhörande Tysklands evangeliska kyrka. Kyrkan ligger i slottet Sanssoucis park, i den östra delen av parken som kallas Marlygarten. Kung Fredrik Vilhelm IV av Preussen skissade ett utkast till kyrkan, som senare ritades av Ludwig Persius. Efter Persius död 1845 övertog Friedrich August Stüler rollen som chefsarkitekt, medan bygget leddes av Ferdinand von Arnim och Ludwig Ferdinand Hesse. Friedenskirche liknar till utförandet Heilandskirche öster om Potsdam och designades liksom denna i italiensk rundbogenstil, med det ursprungligen romanska utförandet av kyrkan San Clemente i Rom som förebild. Grundstenen lades 14 april 1845 och invigningen skedde tre år senare, 24 september 1848, medan de kringliggande byggnaderna färdigställdes först 1854.

## Kunglig begravningskyrka
Kung Fredrik Vilhelm IV av Preussen (1795–1861) och hans hustru drottning Elisabeth Ludovika av Bayern (1801–1873) ligger begravda under kyrkans högaltare. Fredrik Vilhelm IV:s hjärta begravdes dock i mausoleet i Charlottenburgs slottspark, vid hans föräldrars gravar.
Mellan 1888 och 1890 uppfördes Kaiser-Friedrich-Mausoleum i anslutning till kyrkan, efter ritningar av Julius Raschdorff. Mausoleet byggdes som gravmonument åt kejsaren Fredrik III av Tyskland (1831–1888) och blev även gravplats för hans kejsarinna Viktoria av Storbritannien (1840–1901) samt två av parets söner som dog som barn, prins Sigismund (1864–1866) och prins Valdemar (1868–1879). Kung Fredrik Vilhelm I av Preussens  (1688–1740) innersarkofag flyttades 1991 till mausoleet från Burg Hohenzollern. Fredrik Vilhelm I begravdes ursprungligen i Garnisonkirche i Potsdam, som dock förstördes tillsammans med yttersarkofagen vid bombningen av Potsdam 1945.